# Pont Marie
Il Pont Marie /põ maˈʁi/ è un ponte di Parigi che attraversa la Senna.
Esso collega l'île Saint-Louis al quai de l'Hôtel-de-Ville nel IV  arrondissement di Parigi.
Dal 10 febbraio 1887 è classificato come monumento storico di Francia..
Esso deve il suo nome all'ingegnere-imprenditore Christophe Marie che lo costruì tra il 1614 e il 1635. È il secondo ponte più antico di Parigi dopo il Pont Neuf.

## Storia
Realizzato per seguire l'urbanizzazione dell'île Saint-Louis, la sua costruzione durò più di vent'anni, dal 1614 al 1635, quando fu aperto alla circolazione.
Cinquanta appartamenti furono costruiti sul ponte dal carpentiere Claude Dublet.
Nel 1658 la Senna in piena travolse le due arcate sud sulle quali vi erano venti appartamenti. Nel 1660 un ponte in legno ristabilì la circolazione
La costruzione in pietra ebbe inizio solo nel 1677 con l'intervento di Colbert.
Nel 1769 ogni costruzione di appartamenti sul ponte venne vietata.

## Caratteristiche
- Le cinque arcate che lo compongono sono diverse.
- Il pont Marie costituisce il punto chilometrico 0 per la parte della Senna situata a valle del ponte (la parte a monte ha il suo punto chilometrico 0 à Marcilly-sur-Seine)[5].
- Dimensioni :
  - Lunghezza totale : 92 m circa tra le spallette
  - Larghezza della trave del piano stradale 22,60 m : carreggiata di 14,60 m ; due marciapiedi di 4 m.
- Dispositivo costruttivo : Ponte in muratura composto di cinque archi di apertura variabile tra i 14 e i 18 m. pilastri e spallette in muratura, basati su pali in legno davanti e dietro, antibecchi posteriori in diedro
- Decorazioni: gli antibecchi anteriori sono sormontati da nicchie, sempre vuote

## Galleria d'immagini

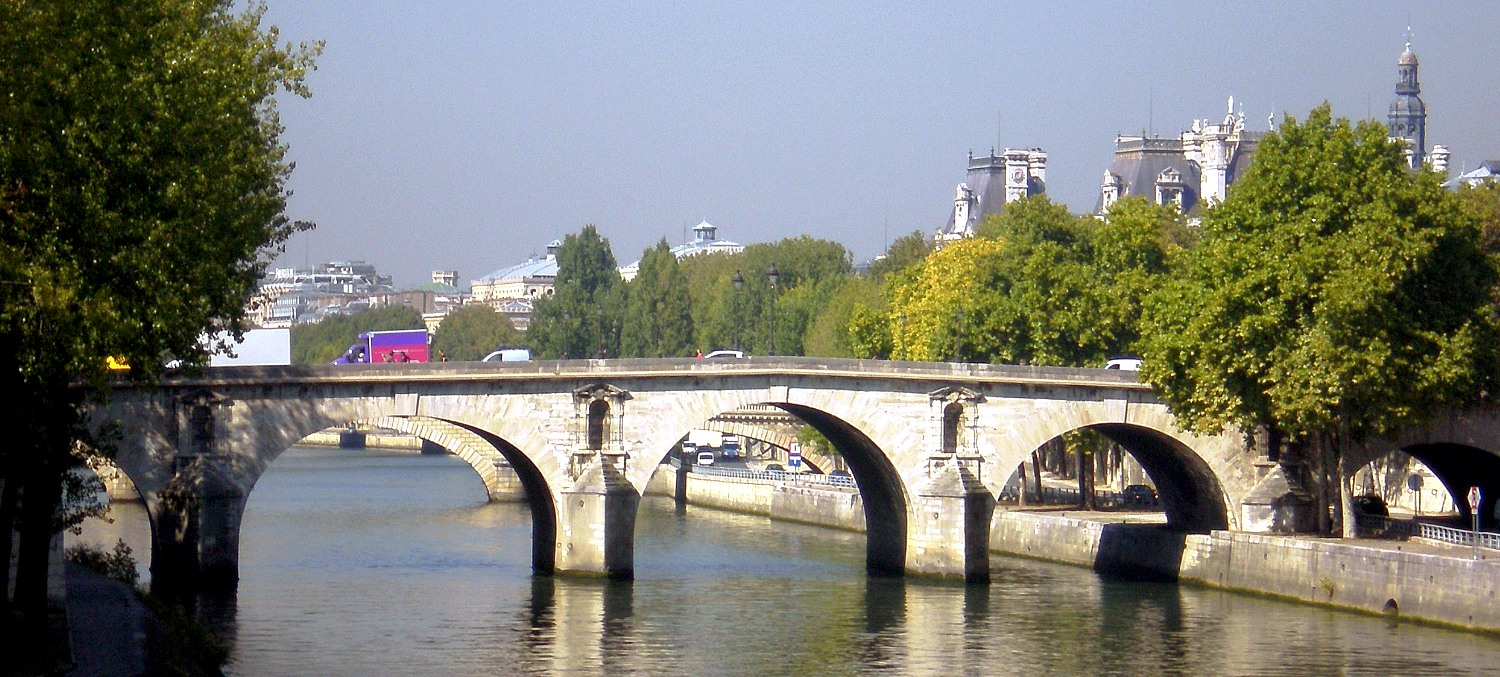
Pont Marie, veduta da monte.
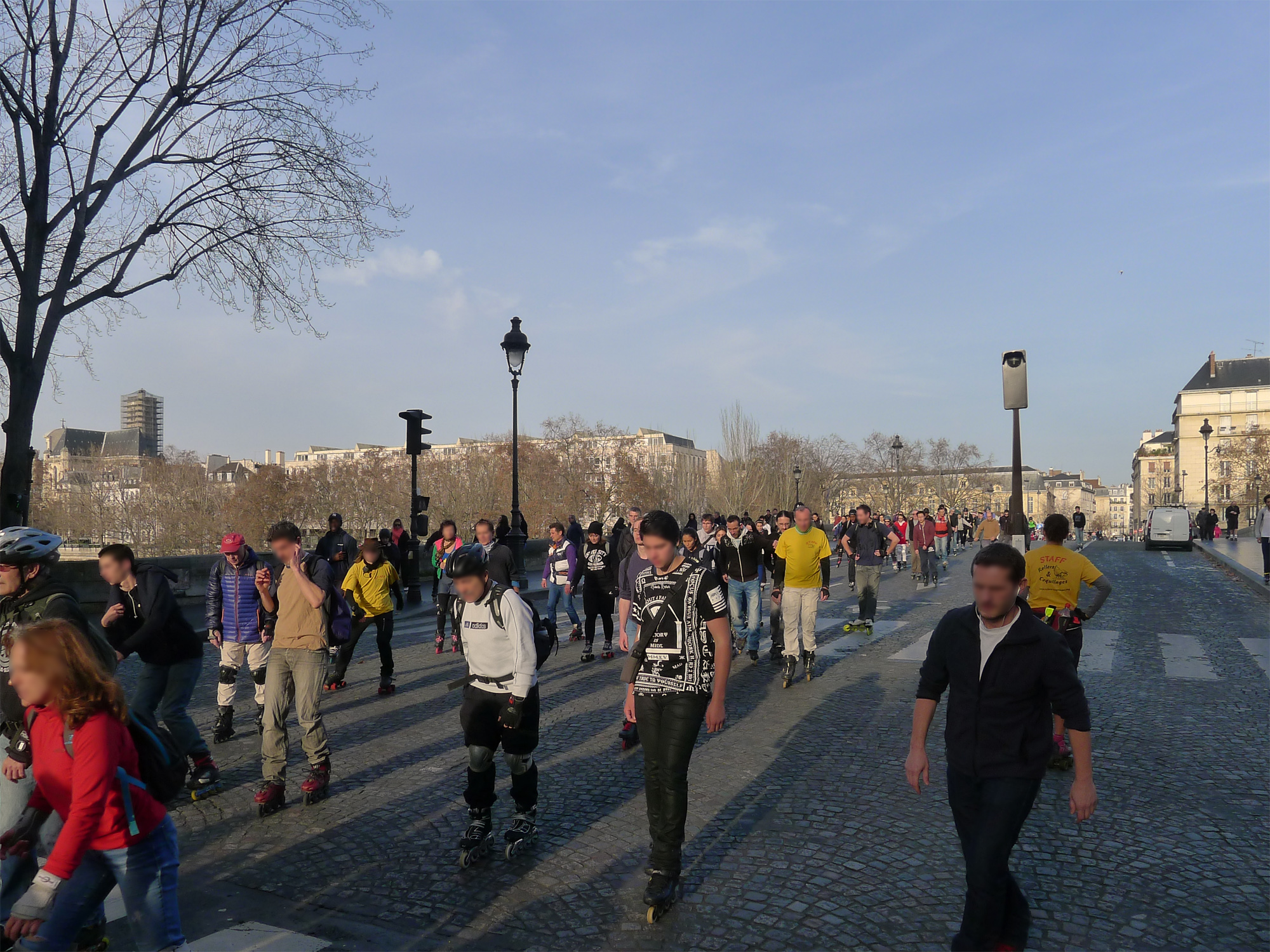
Sul ponte: passaggio della passeggiata domenicale in rollerblade.